# Academia de Guardias de la Guardia Civil
La Academia de Cabos y Guardias de la Guardia Civil es uno de los dos centros docentes de formación de la Guardia Civil donde se imparte la enseñanza de formación militar, de cuerpo de seguridad y técnica correspondiente para la incorporación a la escala de cabos y guardias de la Guardia Civil. Asimismo, en ella se imparte el curso de capacitación para el ascenso al empleo de cabo, primer empleo de mando del cuerpo. Se encuentra situada en el municipio de Baeza (Jaén). A diferencia del Colegio de Guardias Jóvenes «Duque de Ahumada» ubicada en el municipio de Valdemoro (Madrid), el otro centro docente de formación para el acceso a esta escala, la Academia de Cabos y Guardias de la Guardia Civil está abierta al ingreso tanto para quienes optan al ingreso en el cuerpo por plazas restringidas para militares como para plazas de acceso libre. Como su nombre indica está destinada a la formación de la escala de cabos y guardias de la Guardia Civil (escala básica), siendo los centros responsables de la formación superior la Academia de Suboficiales de la Guardia Civil (San Lorenzo de El Escorial) y la Academia de Oficiales de la Guardia Civil (Aranjuez).

## Historia
Su construcción se inició tras la publicación del Real Decreto 3543/81 de 30 de octubre de 1981, por el que se creaba la figura del Guardia Civil Auxiliar, forma de voluntariado especial para la prestación en el Cuerpo del entonces servicio militar obligatorio. 
No es esta, sin embargo, la primera academia de la Guardia Civil en la comarca de La Loma, pues ya en 1943 se había fundado otra en Úbeda. De hecho, el actual escudo de la academia recoge respectivamente en sus cuarteles primero y cuarto las armerías municipales de Baeza y Úbeda, alterando el esmalte de los respectivos campos al color corporativo; al tiempo que copia su bordura de la propia del escudo ubetense, que carga con doce muebles, si bien alterna seis de los leones de esta con seis sotueres extraídos de la heráldica baezana.   
Una vez agotada la utilidad de la academia, al desaparecer el servicio militar obligatorio en 2001 y con él la necesidad de formar a más Guardias Auxiliares, sus instalaciones han venido a convertirse en la actual Academia de Guardias. Hasta el año 2018 fue también academia de Suboficiales, cuando la formación de los suboficiales se trasladó a la nueva Academia de Suboficiales de la Guardia Civil situada en San Lorenzo de El Escorial (Comunidad de Madrid). En este centro se imparten además los cursos de capacitación para el ascenso a los empleos de Cabo y Cabo Mayor de la Guardia Civil.

## Ingreso
El ingreso en la Academia de Guardias de la Guardia Civil en Baeza requiere de la superación de un proceso selectivo y de la proposición por parte de un tribunal de los aspirantes a guardia civil. 
Los candidatos deberán presentarse en el centro docente en la fecha que indiquen las bases, y adquirirán la condición de «Guardia Alumno».
Si el aspirante se presenta por acceso libre ingresará en la Academia de la Guardia Civil de Baeza, (Jaén), mientras que los que accedan a través de plazas reservadas accederán al Colegio de Guardias Jóvenes «Duque de Ahumada», (Madrid).

## Galones y Divisas
Al ser nombrados alumnos de la Academia de Guardias de la Guardia Civil se les concederá, con carácter eventual, y a los únicos efectos académicos, de prácticas y retributivos, el empleo de Guardia Alumno.
| Código OTAN | Guardias alumnos | Guardias alumnos |
| ----------- | ---------------- | ---------------- |
| España      | Alumno de 1º     |                  |
| España      | Guardia Alumno   |                  |